# 木村元彦
木村 元彦（きむら ゆきひこ、1962年 - ）は、日本のノンフィクション作家、ビデオジャーナリスト。愛知県出身。

## 人物
中央大学文学部卒業後、原一男の疾走プロダクションを経て、独立。
アジアや東欧を中心に、スポーツ人物論や先住民族問題を専門に、『文藝春秋』、『AERA』、『週刊現代』、『Sports Graphic Number』などに寄稿。テレビの分野ではNHKBS『きょうの世界』や朝日ニュースターで数多くの映像レポートを発表。2004年アテネ五輪時はイラク戦争下で活動するイラク代表チームに密着し、その映像はNHKのオリンピック総集編でも使用された。『オシムの言葉』は40万部を超えるベストセラーになった。
2011年度日本民間放送連盟主宰「民放連賞」報道部門東京地区審査委員。
筑摩書房ウェブサイトの「Webちくま」で「入管を訪れる人々」（外部リンク）を連載中（2019年3月末の「第3回」で中断）。

## 著作
- 誇り ドラガン・ストイコビッチの軌跡（1998年、東京新聞出版社 / 2000年、集英社文庫）
- 悪者見参 ユーゴスラビアサッカー戦記（2000年、集英社）（2001年、集英社文庫）
- 終わらぬ「民族浄化」セルビア・モンテネグロ（2005年、集英社新書）
- 安英学物語（2005年） - 「Jリーガー安英学」を題材にした漫画の原作を担当。作画は宮城シンジ。
- オシムの言葉 フィールドの向こうに人生が見える（2005年、集英社インターナショナル）2008年、集英社文庫　2014、増補改訂版　文春文庫

ミズノスポーツライター賞最優秀賞受賞作品、文科省読書感想文コンクール課題図書
- オシムが語る（2006年、集英社インターナショナル）

著：シュテファン・シェンナッハ、エルンスト・ドラクスル、監修：木村元彦、訳：小松淳子
- 蹴る群れ（2007年、講談社）
- 独裁者との交渉術 元国連事務次長 明石康の回顧録インタビューと解説（2010年、集英社新書）
- オシムからの旅（2000年、理論社）
- 大分トリニータ物語（2008年）- 大分トリニータを題材にした漫画の原作を担当。作画は宮城シンジ。
- 大分トリニータの15年 社長・溝畑宏の天国と地獄（2010年、集英社）
- 争うは本意ならねど（2011年、集英社）
- 木村元彦2014「現代の肖像 C.R.A.C.（対レイシスト行動集団） 野間易通 ヘイトをしばく街頭の流儀」『アエラ』27(18), 56-60
- 終わらぬ「民族浄化」セルビア・モンテネグロ（2015年10月2日 集英社）
- 橋を架ける者たち（2016年、集英社新書、ISBN 978-4-08-720849-8）
- 徳は孤ならず 日本サッカーの育将 今西和男（2016年、集英社）
- 無冠、されど至強 東京朝鮮高校サッカー部と金明植の時代（2017年、ころから）
- 江藤慎一とその時代 早すぎたスラッガー（2023年、ぴあ）

## 関連人物
- イビチャ・オシム
- ドラガン・ストイコビッチ
- エミール・クストリッツァ
- 柴宜弘
- 明石康
- 河野太郎
- 為末大
- 板尾創路
- 水道橋博士